# Джоунс (окръг, Джорджия)
Вижте пояснителната страница за други населени места с името Джоунс.
Окръг Джоунс (на английски: Jones County) е окръг в щата Джорджия, Съединени американски щати. Площта му е 1023 km², а населението - 26 836 души. Административен център е град Грей.